# غارفيلد أندرسون
غارفيلد أندرسون هو سياسي كندي، ولد في 7 مايو 1887 في كندا، وتوفي في 1 يونيو 1965. حزبياً، نشط في Co-operative Commonwealth Federation ‏. وقد انتخب عضو برلمان مقاطعة أونتاريو.